# Lecteria (Lecteria) reisi
Lecteria (Lecteria) reisi is een tweevleugelige uit de familie steltmuggen (Limoniidae). De soort komt voor in het Afrotropisch gebied.